# Santa Martha, Chenalhó
Santa Martha är en ort i Mexiko.   Den ligger i kommunen Chenalhó och delstaten Chiapas, i den sydöstra delen av landet, 700 km öster om huvudstaden Mexico City. Santa Martha ligger 1 742 meter över havet och antalet invånare är 331.
Terrängen runt Santa Martha är kuperad åt sydväst, men åt nordost är den bergig. Terrängen runt Santa Martha sluttar norrut. Runt Santa Martha är det ganska tätbefolkat, med 166 invånare per kvadratkilometer. Närmaste större samhälle är Larrainzar, 6,3 km sydväst om Santa Martha. Omgivningarna runt Santa Martha är en mosaik av jordbruksmark och naturlig växtlighet.